# 鲍树生
鲍树生（1946年12月—），男，湖北武汉人，中华人民共和国外交官，曾任中华人民共和国驻博茨瓦纳共和国特命全权大使和中华人民共和国驻瓦努阿图共和国特命全权大使。

## 生平
1973年，毕业于北京外国语学院英语系。1977年，进入中华人民共和国外交部工作。曾任驻肯尼亚大使馆参赞。1997年7月，出任中华人民共和国驻利比里亚。但尚未赴任，两国断交。1998年9月，出任中华人民共和国驻博茨瓦纳大使。2004年10月，出任中华人民共和国驻瓦努阿图大使。2007年6月，自驻瓦努阿图大使离任。